# 托马斯·奥弗伯里

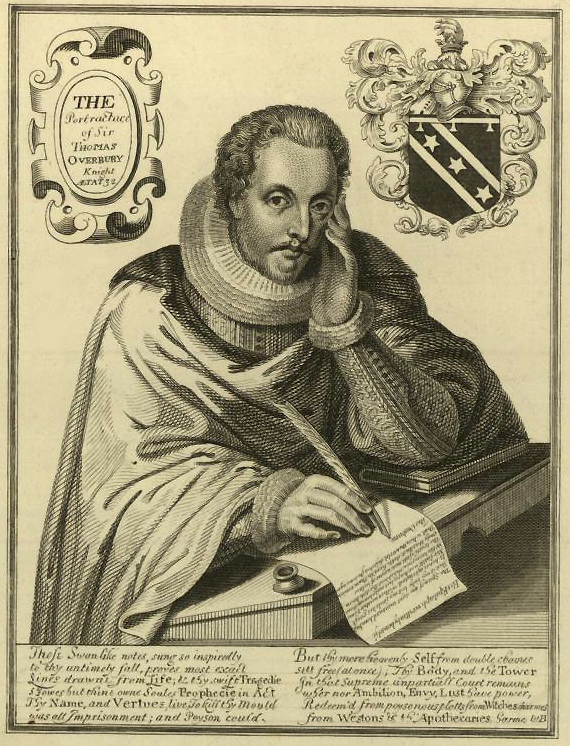
托马斯·奥弗伯里

托马斯·奥弗伯里（1581年 - 1613年9月14日）是一位英国诗人和散文家。
1595年秋，他入學牛津大学王后学院，並于1598年获得文学学士学位。他又進入伦敦中殿律師學院就讀，並且準備學習法律。 後來他認識了第一代萨默塞特伯爵罗伯特·卡尔，兩人後來一起來到宮廷成為國王的侍從。第一代萨默塞特伯爵罗伯特·卡尔還成為國王詹姆士六世及一世的寵臣，地位僅次於第一代索爾茲伯里伯爵羅伯特·塞西爾。托马斯·奥弗伯里協助第一代萨默塞特伯爵罗伯特·卡尔處理政務。
1608年6月，國王詹姆士六世及一世授予托马斯·奥弗伯里爵士稱號。
1612年第一代索爾茲伯里伯爵羅伯特·塞西爾去世后，由亨利·霍华德、托马斯·霍华德及其女婿诺利斯勋爵、查尔斯·霍华德以及托马斯·莱克组成的霍华德集團權力越來越大。此时第一代萨默塞特伯爵罗伯特·卡尔又与已婚的弗朗西斯·霍华德曖昧，因而卡爾彻底倒向霍华德集團。
托马斯·奥弗伯里厭惡弗朗西斯·霍华德，他向卡尔表示，弗朗西斯·霍华德這人不這麼樣，所以希望他不要與弗朗西斯·霍华德來往。但卡尔卻把奥弗伯里的话說給弗朗西斯·霍华德聽。奥弗伯里又寫了一首詩 ，奥弗伯里在詩中表示男人在結婚前必須要觀察對方的人品，如果對方品行不端，不如不結婚。弗朗西斯·霍华德讀了這首詩後覺得奥弗伯里是在針對自己，意有所指。這引發弗朗西斯·霍华德不滿，她首先離間托马斯·奥弗伯里與丹麦的安娜之間的關係，讓丹麦的安娜開始厭惡奥弗伯里。而英國王室與奥弗伯里之間的關係也開始惡化。 
詹姆士六世及一世提议奥弗伯里出任英國駐俄國大使，但奥弗伯里拒絕前往俄國，詹姆士六世及一世非常不爽，於是于1613年4月22日将其关入伦敦塔，同年9月14日奥弗伯里在狱中身亡。